# 신준호
신준호(辛俊浩, 1941년 11월 1일~)은 대한민국의 기업인이다. 롯데그룹 신격호 회장의 넷째 남동생이다. 롯데그룹에서 독립하여 푸르밀의 회장과 서울여자간호대학 이사장을 맡고 있다.

## 학력
- 경남중학교
- 경남고등학교
- 동국대학교 경제학과
- 뉴욕대학교 경영대학원

## 경력
- 1967년 2월	롯데제과 전무이사
- 1974년 9월	롯데제과 대표이사
- 1974년  롯데칠성음료 대표이사
- 1978년  롯데삼강 대표이사
- 1980년 3월	롯데냉동 대표이사
- 1980년  롯데물산 사장
- 1981년 9월  롯데건설 대표이사 사장
- 1982년 ~ 1992년 1월  롯데건설 부회장
- 1982년 4월 ~ 1996년  프로야구 롯데자이언츠 구단주
- 1982년 8월  롯데건설 대표이사 부회장
- 1982년 11월  롯데개발 대표이사
- 1992년 1월 ~ 1996년  롯데그룹 부회장
- 1996년 2월 ~ 2007년 4월  롯데햄, 롯데우유 대표이사 부회장
- 1997년 6월  한국기원 이사
- 2007년 4월 롯데우유 대표이사 회장
- 2009년 ~  푸르밀 대표이사 회장
- 2012년 5월 ~ 2012년 10월  서울여자간호대학 이사장
- 2012년 11월 ~  서울여자간호대학교 이사장

## 가족 관계
- 형 : 신격호 (1921 ~ 2020) - 롯데그룹 회장
- 형 : 신철호 (1923 ~ 1999) - 前 롯데제과 사장
- 누나 : 신소하[1]
- 누나 : 신경애[1]
- 형 : 신춘호 (1930 ~ 2021) - 농심그룹 회장
- 누나 : 신경숙[1]
- 형 : 신선호[1]
- 누나 : 신정숙[1]
- 여동생 : 신정희 - 동화면세점 대표
  - 아들 : 신동학 (1968 ~ 2005)
  - 아들 : 신동환[2]
    - 손자 : 신진열
    - 손자 : 신재열
    - 손자 : 신찬열[2]

  - 딸 : 신경아[2]
  - 사위 : 윤상현 - 국회의원

## 논란

### 대선주조 시세차익
2007년 부산의 최대 주류업체인 '대선주조'를 헐값에 사들인 뒤 3년만에 매각하는 과정에서 3,000억원의 시세차익을 남겼다.

## 참조
1. 1 2 3 4 5  롯데…현해탄 넘나드는 화려한 범롯데家 한진·동부·태광·KCC등과 실속 혼맥
2. 1 2 3  푸르밀 후계구도 시작?···신준호 회장, 자녀·손자에 증여
3. ↑  신준호 푸르밀 회장 자녀들 ‘수백억 시세차익’ 의혹